# SeenServ
SeenServ, in molte reti IRC come Azzurra, è un servizio che ci dice da quanto tempo un "nickname" non si collega al network.
Se il nick è stato registrato con NickServ, ci avvisa anche se al momento dell'accesso l'utente era identificato al nick
Per inviare un comando è sufficiente digitare /ss nomecomando nick.

## Utilizzo
Le operazioni possibili sono due:
- SEEN - Ricerca un nick nel database
- SEENSERV - Simile al SEEN, ma fornisce un numero maggiore di dettagli, come la mask e se avesse o meno accesso al nick

## Altre informazioni
Per l'elenco dei comandi e la sintassi di SeenServ digitate /ss help o /msg SeenServ help